# Phyllopentas austro-orientalis
Phyllopentas austro-orientalis är en måreväxtart som först beskrevs av Anne-Marie Homolle och Bernard Verdcourt, och fick sitt nu gällande namn av Jesper Kårehed och Birgitta Bremer. Phyllopentas austro-orientalis ingår i släktet Phyllopentas och familjen måreväxter.
Artens utbredningsområde är Madagaskar. Inga underarter finns listade i Catalogue of Life.